# Gorenje Kamence
Gorenje Kamence – wieś w Słowenii, w gminie miejskiej Novo mesto. W 2018 roku liczyła 149 mieszkańców. 